# Aldo Florio
Pour les articles homonymes, voir Florio.
Aldo Florio, né le 3 janvier 1925 à Sora (Latium) et mort le 18 décembre 2016 à Rome (Latium), est un réalisateur, scénariste et producteur de cinéma italien.

## Biographie
Florio est entré dans le monde du cinéma comme assistant scénariste en 1949 et a ensuite travaillé comme assistant réalisateur. En 1952, il produit le peu remarqué  La trappola di fuoco (it). En 1957, il devient monteur pour la première fois et participe en tant que tel à Io, Caterina. Jusqu'à ses débuts en tant que réalisateur en 1966, il a encore assisté plusieurs fois, avant de se consacrer à la réalisation de scénarios plus exigeants. Son œuvre la plus ambitieuse, Una vita venduta narre l'histoire psychologiquement compliquée d'un volontaire italien pendant la guerre d'Espagne.
Il est décédé le 18 décembre 2016 à Rome,.

## Filmographie

### Réalisateur
- 1966 : Les Cinq de la vendetta (I cinque della vendetta)
- 1967 : Steve, à toi de crever (it) (L'uomo del colpo perfetto)
- 1968 : Tout sur le rouge (Tutto sul rosso)
- 1971 : Ma dernière balle sera pour toi (Anda muchacho, spara!)
- 1976 : Una vita venduta
- 1998 : Crimine contro crimine

### Scénariste
- 1980 : Il ficcanaso de Bruno Corbucci
- 1982 : Anno 2020 - I gladiatori del futuro de Joe D'Amato
- 1983 : Le Gladiateur du futur (Endgame - Bronx lotta finale) de Joe D'Amato